# Interstate 310
Pour les articles homonymes, voir Route 310.
L'Interstate 310 est une courte autoroute inter-États de l'ouest de La Nouvelle-Orléans dans l'État de Louisiane. Elle part de l'Interstate 10 à l'ouest de l'aéroport de La Nouvelle-Orléans. Elle se dirige vers le sud en autoroute surélevée en traversant les marais de LaBranche et croise la US 61 à St. Rose. L'autoroute croise le Mississippi par le Pont Hale Boggs Memorial. Un court multiplex se forme avec LA 3127 et l'I-310 se termine à la jonction avec la US 90 à Boutte.

## Description du tracé
Le terminus sud de l'I-310 est à la jonction avec US 90, où elle se dirige vers le nord à travers les marais. Au nord du premier échangeur, LA 3127, qui était alors en multiplex avec l'I-310, quitte cette dernière et se dirige vers le fleuve Mississippi. Après le prochain échangeur avec LA 18, l'I-310 traverse le Mississippi grâce au Pont Mémorial Hale Boggs, pont qui relie les villes de Luling et de Destrehan.
Au nord du pont, il y a un échangeur avec LA 48. L'I-310 s'oriente alors vers les marais de LaBranche, un pont de 5 miles (8 km) au-dessus de marais entre Destrehan et l'échangeur avec l'I-10. Les deux derniers miles (3,2 km) de ce pont entre US 61 et l'I-10 a été construit en utilisant une méthode dans laquelle des plateformes préconstruites sont assemblées sur des piles de béton, évitant de déranger l'environnement au-dessous. L'I-310 se termine à la jonction avec l'I-10 à l'ouest de Kenner.

## Histoire
L'I-310 était planifiée, avec l'I-510, pour faire partie de l'Interstate 410, une ceinture qui aurait passé au sud de La Nouvelle-Orléans. En 1977, l'I-410 a été annulée et les deux autoroutes étaient séparées dans l'état actuel. Le Pont Memorial Hale Boggs a été complété en octobre 1983 et a été la première portion de l'I-310 à ouvrir. L'extension sur la rive ouest a été atteinte en mars 1988 avec l'ouverture jusqu'à la US 90. En juillet 1991, ce fut l'ouverture de la portion allant jusqu'à la US 61. L'I-310 a été complétée en mai 1993 lorsque la section entre la US 61 et l'I-10 a été ouverte, incluant la majeure partie du pont au-dessus des marais de LaBranche.

## Prolongement
Des plans proposent de relocaliser le terminus sud de l'Interstate pour se connecter à la future extension de l'I-49 depuis Lafayette jusqu'à La Nouvelle-Orléans. Une autre proposition est de prolonger l'I-310 jusqu'à LA 3139 pour servir d'alternative à l'I-10 dans le secteur de La Nouvelle-Orléans. De plus, il y a des discussions de prolonger l'I-510 au-delà du Mississippi, ravivant des ldées de connecter les deux portions.

## Particularité
Comparé aux autres Interstates des États-Unis, l'I-310 présente les numéros de sorties en ordre du nord au sud, et non du sud au nord, système habituellement mis en place.

## Liste des sorties
| Interstate 310          |                    |           |            |                                                        |                                                           |                                                                            |
| Paroisse                | Municipalité       | mi        | km         | Sortie                                                 | Intersections / Destinations                              | Notes                                                                      |
| Saint Charles           | Boutte             | 11,71     | 18,84      |                                                        | US 90 / LA 3127 (en) – Boutte, La Nouvelle-Orléans, Houma | Terminus sud de l'I-310 et LA 3127; terminus sud du multiplex avec LA 3127 |
| Saint Charles           | Luling             | 10,81     | 17,40      | 10                                                     | LA 3127 (en) nord – Donaldsonville                        | Terminus nord du multiplex avec LA 3127                                    |
| Saint Charles           | Luling             | 8,46      | 13,61      | 7                                                      | LA 18 (en) – Luling, Hahnville                            |                                                                            |
| Saint Charles           | Fleuve Mississippi | 8,24–6,14 | 13,26–9,89 | Pont Mémorial Hale Boggs                               | Pont Mémorial Hale Boggs                                  | Pont Mémorial Hale Boggs                                                   |
| Saint Charles           | Destrehan          | 6,77      | 10,89      | 6                                                      | LA 18 (en) – Destrehan, St. Rose                          |                                                                            |
| Saint Charles           | Destrehan          | 5,38      | 8,66       | Terminus sud du pont au-dessus du marais de LaBranche  | Terminus sud du pont au-dessus du marais de LaBranche     | Terminus sud du pont au-dessus du marais de LaBranche                      |
| Saint Charles           | St. Rose           | 2,37      | 3,81       | 2                                                      | US 61 – Kenner, Norco                                     |                                                                            |
| Saint Charles           |                    | 0,62      | 1,00       | 1                                                      | I-10 – La Nouvelle-Orléans, Baton Rouge                   |                                                                            |
| Saint Charles           |                    | 0,00      | 0,00       | Terminus nord du pont au-dessus du marais de LaBranche | Terminus nord du pont au-dessus du marais de LaBranche    | Terminus nord du pont au-dessus du marais de LaBranche                     |
| - Terminus de multiplex |                    |           |            |                                                        |                                                           |                                                                            |